# 8. ceremonia wręczenia Węży
8. ceremonia rozdania Węży – gala rozdania antynagród filmowych przyznawanych najgorszym polskim filmom za rok 2018. Nominacje do nagród zaprezentowano 28 lutego 2019 roku. Ogłoszenie wyników odbyło się w mediach społecznościowych i w serwisie YouTube, gdzie poszczególnych zwycięzców prezentowali m.in. Abelard Giza, Krzysztof Spór, Kacper Ruciński czy Rafał Pawłowski.

## Nominowani

### Wielki Wąż – najgorszy film roku
- Studniówk@
  - DJ
  - Pech to nie grzech
  - Serce nie sługa
  - Syn królowej śniegu

### Najgorsza reżyseria
- Alessandro Leone, Studniówk@
  - Alek Kort, DJ
  - Denis Delić, Dywizjon 303. Historia prawdziwa
  - Ryszard Zatorski, Pech to nie grzech
  - Robert Wichrowski, Syn królowej śniegu

### Najgorszy scenariusz
- Ryszard Zatorski i Joanna Wilczewska Pech to nie grzech
  - James Johnson-Carter i Alek Kort, DJ
  - Karolina Szablewska, Plan B
  - Karolina Szymczyk-Majchrzak, Serce nie sługa
  - Marta Leone i Alessandro Leone, Studniówk@

### Żenujący film na ważny temat
- Dywizjon 303. Historia prawdziwa
  - Gurgacz. Kapelan wyklętych
  - Serce nie sługa
  - Syn królowej śniegu

### Najgorsza rola męska
- Mikołaj Roznerski – Pech to nie grzech
  - Piotr Adamczyk – Narzeczony na niby
  - Krzysztof Czeczot – Pech to nie grzech
  - Paweł Domagała – Serce nie sługa
  - Daniel Olbrychski – Studniówk@

### Najgorsza rola żeńska
- Agnieszka Fórmanowska - Studniówk@
  - Roma Gąsiorowska – Serce nie sługa
  - Maja Hirsch – DJ
  - Marianna Januszewicz – Studniówk@
  - Barbara Kurdej-Szatan – Pech to nie grzech

### Najgorszy duet na ekranie
- Agnieszka Fórmanowska i aparat Zenit - Studniówk@
  - Maria Dębska i Krzysztof Czeczot - Pech to nie grzech
  - Roma Gąsiorowska i Paweł Domagała - Serce nie sługa
  - Maja Hirsch i Daniel Olbrychski - DJ

### Występ poniżej talentu
- Daniel Olbrychski DJ
  - Jan Englert – Miłość jest wszystkim
  - Robert Gonera – Studniówk@
  - Daniel Olbrychski - Studniówk@

### Najbardziej żenująca scena
- Carpe Diem, Carpe Dick - DJ
  - Przemowa woźnej - 7 uczuć
  - Puenta - Eter
  - Karma dla psów prezentowana zawsze nazwą do kamery - Pech to nie grzech

### Efekt specjalnej troski
- Bieg do nieistniejącego myśliwca - Dywizjon 303. Historia prawdziwa
  - Niestarzenie się postaci - Kamerdyner
  - Echo myśli („Antymagnes dla facetów”) – Pech to nie grzech

### Najgorszy teledysk okołofilmowy
- Edyta Górniak, Tylko ty (Dywizjon 303. Historia prawdziwa)
  - Kortez, Stare drzewa (Kamerdyner)
  - Grzegorz Hyży, Pech to nie grzech (Pech to nie grzech)

### Najgorszy plakat
- Dywizjon 303. Historia prawdziwa
  - DJ
  - Katyń. Ostatni świadek
  - Kler
  - Serce nie sługa

### Najgorszy przekład tytułu zagranicznego
- Juliet, Naked – Też go kocham
  - BlackKklanksman - Czarne bractwo. BlacKkKlansman
  - Call Me by Your Name - Tamte dni, tamte noce
  - Finding Your Feet - Do zakochania jeden krok
  - The Leisure Seeker - Ella i John
  - Molly’s Game - Gra o wszystko

## Podsumowanie liczby nominacji
(Minimum dwóch nominacji)
10: Pech to nie grzech
9: Studniówk@
8: DJ
7: Serce nie sługa
5: Dywizjon 303. Historia prawdziwa
3: Syn Królowej Śniegu
2: Kamerdyner